# Olympische Sommerspiele 1960/Kanu – Zweier-Canadier 1000 m (Männer)
Die Wettkämpfe im Zweier-Canadier über 1000 Meter bei den Olympischen Sommerspielen 1960 wurde vom 26. bis 29. August auf dem Albaner See in der Nähe von Rom ausgetragen.
Aus zwei Vorläufen erreichten sechs Boote das Finale. Über den Hoffnungslauf wurde das Finale um drei weitere Boote ergänzt. Dort gewann das Duo Leanid Hejschtar / Serhij Makarenko aus der Sowjetunion.

## Ergebnisse

### Vorläufe
Die jeweils ersten drei Boote qualifizierten sich für die Halbfinals, die restlichen Boote für die Hoffnungsläufe.

#### Lauf 1
| Rang | Athleten                          | Nation           | Zeit        |
| ---- | --------------------------------- | ---------------- | ----------- |
| 1    | Leanid Hejschtar Serhij Makarenko | Sowjetunion      | 4:27,29 min |
| 2    | Aldo Dezi Francesco La Macchia    | Italien          | 4:29,24 min |
| 3    | Igor Lipalit Alexe Dumitru        | Rumänien         | 4:31,33 min |
| 4    | Jiří Kodeš Václav Vokál           | Tschechoslowakei | 4:38,59 min |
| 5    | Willi Mehlberg Werner Ulrich      | Deutschland      | 4:39,44 min |
| 6    | Marin Gopow Toma Sokolow          | Bulgarien        | 4:39,68 min |

#### Lauf 2
| Rang | Athleten                      | Nation             | Zeit        |
| ---- | ----------------------------- | ------------------ | ----------- |
| 1    | Imre Farkas András Törő       | Ungarn             | 4:29,42 min |
| 2    | Georges Turlier Michel Picard | Frankreich         | 4:29,76 min |
| 3    | Kurt Liebhart Herwig Dirnböck | Österreich         | 4:42,43 min |
| 4    | John Beedell Joseph Derochie  | Kanada             | 4:47,82 min |
| 5    | Arnold Demos Richard Moran    | Vereinigte Staaten | 4:59,15 min |

### Hoffnungslauf
Die ersten drei Boote des Hoffnungslaufs erreichten das Finale, das US-amerikanische Boot wurde disqualifiziert.
| Rang | Athleten                     | Nation             | Zeit        |
| ---- | ---------------------------- | ------------------ | ----------- |
| 1    | Jiří Kodeš Václav Vokál      | Tschechoslowakei   | 4:44,20 min |
| 2    | Marin Gopow Toma Sokolow     | Bulgarien          | 4:48,06 min |
| 3    | Willi Mehlberg Werner Ulrich | Deutschland        | 4:50,23 min |
| 4    | John Beedell Joseph Derochie | Kanada             | 5:02,14 min |
| DSQ  | Arnold Demos Richard Moran   | Vereinigte Staaten | 5:03,83 min |

### Finale
| Rang | Athleten                          | Nation           | Zeit        |
| ---- | --------------------------------- | ---------------- | ----------- |
| 1    | Leanid Hejschtar Serhij Makarenko | Sowjetunion      | 4:17,04 min |
| 2    | Aldo Dezi Francesco La Macchia    | Italien          | 4:20,77 min |
| 3    | Imre Farkas András Törő           | Ungarn           | 4:2089 min  |
| 4    | Igor Lipalit Alexe Dumitru        | Rumänien         | 4:22,36 min |
| 5    | Jiří Kodeš Václav Vokál           | Tschechoslowakei | 4:27,66 min |
| 6    | Marin Gopow Toma Sokolow          | Bulgarien        | 4:31,52 min |
| 7    | Willi Mehlberg Werner Ulrich      | Deutschland      | 4:31,68 min |
| 8    | Georges Turlier Michel Picard     | Frankreich       | 4:35,48 min |
| 9    | Kurt Liebhart Herwig Dirnböck     | Österreich       | 4:43,70 min |

## Weblink
- Ergebnisse